# 더 팬 (영화)
더 팬(영어: The Fan)은 토니 스콧 감독의 1996년 미국 드라마 영화이다. 

## 배우
- 웨슬리 스나입스: 바비 레이번 역
- 로버트 드 니로: 길 레너드 역
- 앨런 아킨: 쥬얼 스턴 역
- 존 레귀자모: 매니 역
- 베니치오 델 토로: 후앙 프리모 역
- 페티 티아반빌: 앨렌 레너드 역
- 앤드류 J,퍼칠랜드: 리치 레너드 역
- 브랜든 해몬드: 션 레이번 역